# Trentepohlia isis
Trentepohlia isis är en tvåvingeart som beskrevs av Alexander 1956. Trentepohlia isis ingår i släktet Trentepohlia och familjen småharkrankar.
Artens utbredningsområde är Uganda. Inga underarter finns listade i Catalogue of Life.